# Lycaste consobrina
Lycaste consobrina är en orkidéart som beskrevs av Heinrich Gustav Reichenbach. Lycaste consobrina ingår i släktet Lycaste och familjen orkidéer. Inga underarter finns listade i Catalogue of Life.